# Conopodium glaberrimum
Conopodium glaberrimum är en flockblommig växtart som först beskrevs av René Louiche Desfontaines, och fick sitt nu gällande namn av Lennart Engstrand. Conopodium glaberrimum ingår i släktet nötkörvlar, och familjen flockblommiga växter. Inga underarter finns listade i Catalogue of Life.